# Zillertal
Zillertal – dolina rzeki Ziller, dopływu rzeki Inn. Położona jest w sercu Tyrolu, kilkadziesiąt kilometrów na wschód od Innsbrucka w pobliżu granicy z Włochami. Rozciąga się na długości kilkudziesięciu kilometrów pomiędzy miejscowościami Strass i Mayrhofen, gdzie rozdziela się na kilka mniejszych dolin, m.in. Tuxertal.
W dolinie znajduje się kilka ośrodków sportów zimowych (m.in. Fügen, Zell am Ziller oraz Mayrhofen). Dominującą gałęzią gospodarki jest turystyka (liczne hotele, pensjonaty, schroniska górskie, baseny, rafting, canyoning, paralotniarstwo, narciarstwo, trekking i wspinaczka górska, wzdłuż doliny z Jenbach do Mayrhofen kursuje turystyczna kolejka wąskotorowa). Od nazwy doliny pochodzi nazwa pasma górskiego Alpy Zillertalskie (najwyższy szczyt: Hochfeiler, 3510 m n.p.m.)